# Archostemata
Archostemata – jeden z czterech podrzędów chrząszczy obejmujący ponad 40 współcześnie żyjących oraz szereg wymarłych gatunków o najbardziej prymitywnych wśród chrząszczy cechach budowy. Występują na wszystkich kontynentach poza Antarktydą. W faunie polskiej nie stwierdzono przedstawicieli tej grupy zwierząt.

## Cechy charakterystyczne
Końce tylnych skrzydeł w czasie spoczynku są spiralnie skręcone. Na edeagusie znajduje się płytka bazalna. Biodra tylnych nóg są ruchome, czułki nitkowate lub paciorkowate. Na pokrywach widoczne są pozostałości użyłkowania.

## Systematyka
Do podrzędu zalicza się rodziny:
- Crowsoniellidae,
- Cupedidae,
- Jurodidae,
- Micromalthidae,
- Ommatidae,
- †Ademosynidae,
- †Catiniidae,
- †Schizophoridae.

Analizy kladystyczne sugerują, że tak definiowane Archostemata tworzą klad.